# 박태훈 (1985년)
박태훈(1985년 ~ )은 왓챠 (구 프로그램스)를 설립한 대한민국의 기업인이다.

## 생애
카이스트 전산학과 재학중 군복무를 위해 산업기능요원으로 넥슨에서 게임메이플스토리의 북미지역 서비스 개발을 담당했다. 서울대·연세대·고려대·카이스트 연합 경영동아리 S&D의 회장을 맡으며 경영 공부를 했다. 2011년 학교로 복학하지 않고 프로그램스를 설립, 영화추천서비스인 왓챠를 개발하였다. 2014년 포브스코리아‘코리아 2030 파워리더’ IT부문 표지모델로 선정됐다.